# Berthelsdorf
Berthelsdorf est une ancienne commune de Saxe (Allemagne), située dans l'arrondissement de Görlitz, dans le district de Dresde. Depuis le 1er janvier 2013, elle est rattachée à la ville de Herrnhut.

## Histoire

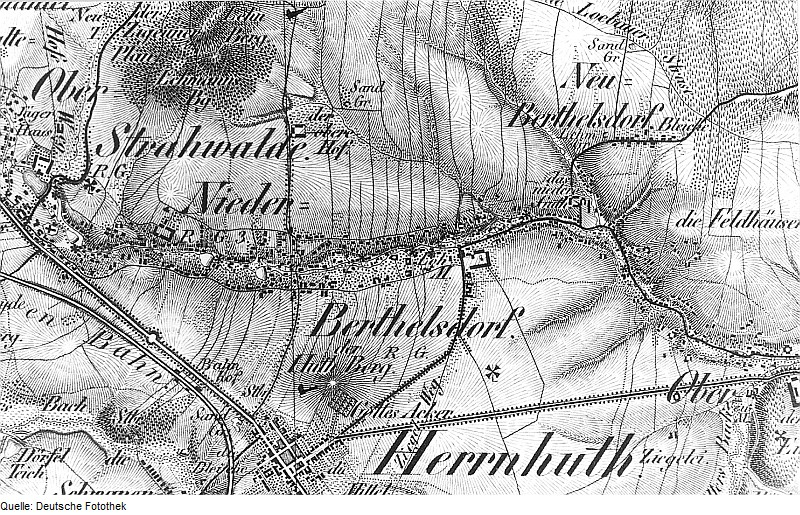
Ancienne carte de Berthelsdorf.